# Colonización del océano

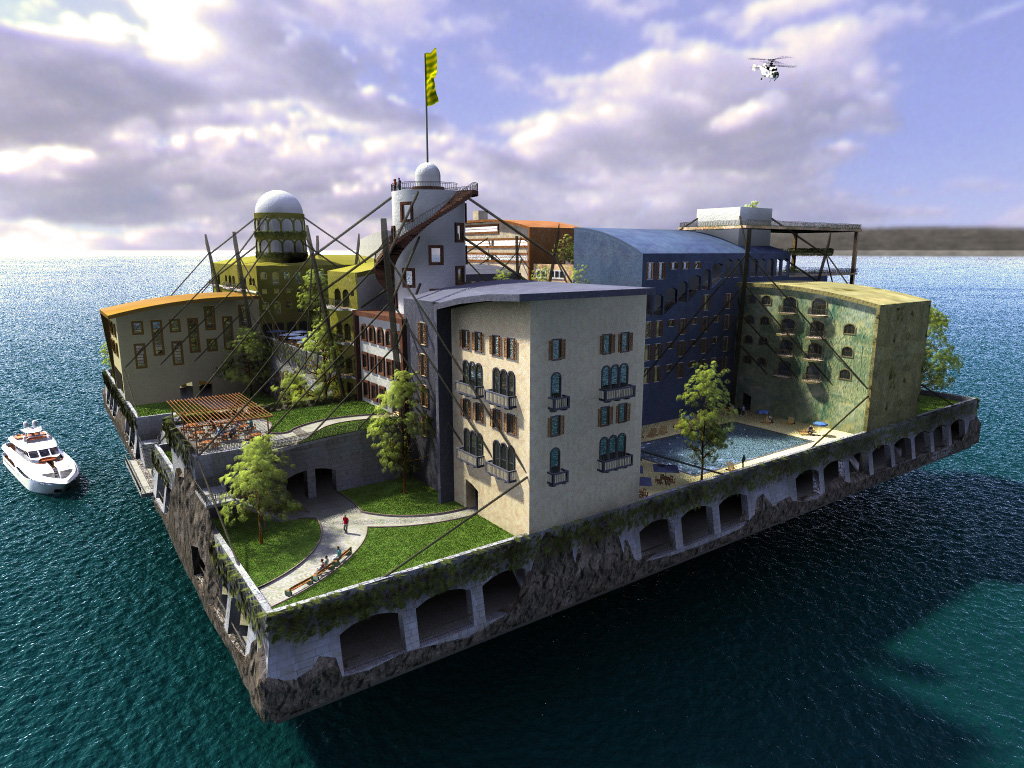
Impresión artística de un asentamiento imaginado en el océano.

La colonización del océano (también conocida como colonización azul o apropiación oceánica)se refiere a la explotación, el asentamiento o la reclamación territorial del océano y la corteza oceánica.
La colonización del océano ha sido identificada críticamente como una forma de colonización y colonialismo, especialmente a la luz del creciente desarrollo oceánico explotador y destructivo de la economía azul, como la minería en aguas profundas, por lo que se han hecho peticiones de justicia azul.
Como asentamiento oceánico o seasteading, que implica la extensión del asentamiento humano al océano, la colonización del océano ha sido señalada como un «tecno-colonialismo» de tipo colonialismo de asentamiento en el mar.Se ha propuesto establecer tales asentamientos con plataformas de alojamiento flotantes, como grandes cruceros o islas artificiales, creando seasteads o mediante hábitats submarinos, utilizando construcción en alta mar.Se argumenta que las estructuras flotantes son menos afectadas por desastres naturales.Sin embargo, la construcción de estructuras artificiales en entornos acuáticos también puede perturbar los ecosistemas marinos naturales.
Las reclamaciones territoriales son otro tema internacional en curso, en el que los estados soberanos avanzan en sus pretensiones mediante el desarrollo y reclamación de islas no controladas, como en las disputas del Mar del Sur de China, donde los asentamientos oceánicos podrían establecer estados soberanos.
La colonización del océano ha sido comparada con la colonización espacial y abogada como un campo de pruebas para esta última. En particular, la cuestión de la soberanía puede presentar similitudes entre la colonización oceánica y espacial; los ajustes a la vida social en condiciones adversas se aplicarían tanto al océano como al espacio y muchas tecnologías podrían tener usos en ambos entornos.

## Legislación
El derecho del mar, negociado internacionalmente en la segunda mitad del siglo XX, establece que el océano es el "patrimonio común de la humanidad". De esto surge la necesidad de un régimen de regulación internacional, que ha sido identificado y negociado. Dado que el océano se veía como un reservorio futurista y tecnológicamente optimista para el crecimiento económico, un modelo de explotación compartida internacionalmente a través de un organismo llamado la "Empresa" chocó con las perspectivas de explotación comercial privada.
Además de esta dimensión económica, las consideraciones de protección ambiental han generado llamados a favor de los derechos de la naturaleza para el océano.

## Tecnologías de construcción

### Submarinas
Los hábitats submarinos son ejemplos de estructuras submarinas.
Las estructuras sumergidas son recipientes herméticos hundidos que se sitúan en una posición intermedia o fijados al fondo oceánico, creando una metrópoli submarina para residencias y negocios.
H2ome es un proyecto para construir hogares en el fondo marino, junto con complejos turísticos y hoteles de alta gama.
La Ciudad Espiral Oceánica es un proyecto japonés de 26 mil millones de dólares,con investigación y diseño en marcha para albergar potencialmente a 5,000 personas; esto podría hacerse realidad para 2030.

### En alta mar
La construcción en alta mar es una de las principales formas de colonización del océano.

## Recuperación de tierras
La recuperación de tierras es el proceso de trasladar rocas o colocar cemento en el lecho de un mar, océano o río para extender o crear una nueva área de tierra habitable en el océano.Este proceso implica crear una base sólida en el fondo marino y construir sobre ella con materiales como arcilla, arena y suelo para formar una estructura similar a una isla sobre la superficie del agua,lo que amplía el área para un desarrollo potencial, apoyando la construcción de edificios u otros proyectos urbanos necesarios para respaldar actividades humanas utilizando este espacio, que de otro modo permanecería intacto para usos más "productivos".Esta técnica de colonización del océano es la más desarrollada en términos de planificación e implementación.

### Ejemplos

#### Palm Jumeirah

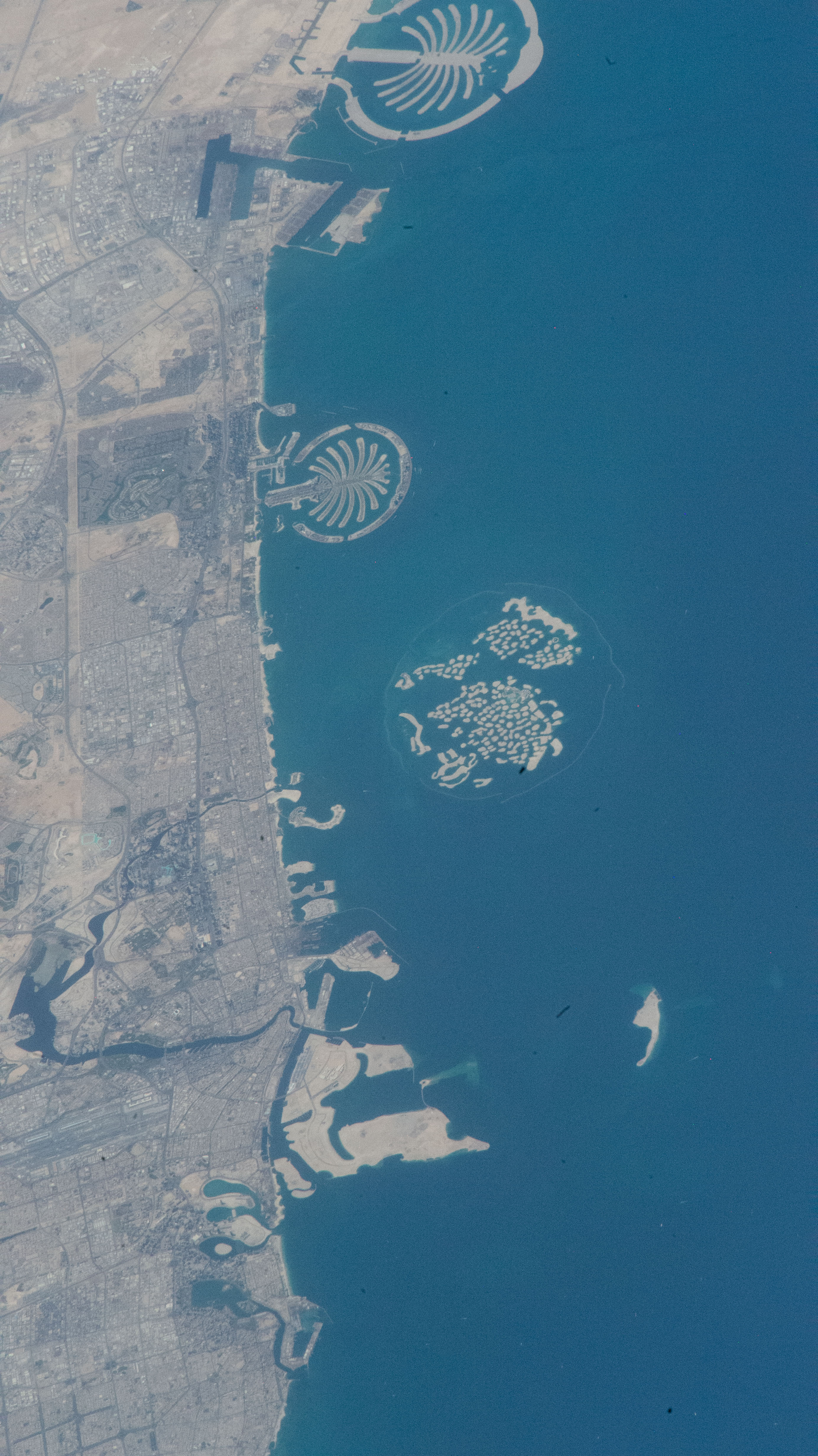
Frente marítimo de Dubái con varias islas artificiales, incluida la más desarrollada en el centro de la imagen, Palm Jumeirah, Dubái (imagen tomada desde la Estación Espacial Internacional).

Palm Jumeirah es la principal de tres islas artificiales en Dubái (Emiratos Árabes Unidos), por desarrollar. Su nombre se debe a su parecido con una palmera cuando se observa desde el aire, siendo cultural y simbólicamente relevante para la ciudad costera. Este proyecto de recuperación de tierras comenzó en 2001 e involucró el movimiento de 94 millones de metros cúbicos de arena y 5.5 millones de metros cúbicos de roca en alta mar en el Golfo Pérsico, para permitir el desarrollo de villas de lujo frente a la playa tanto residenciales como comerciales.

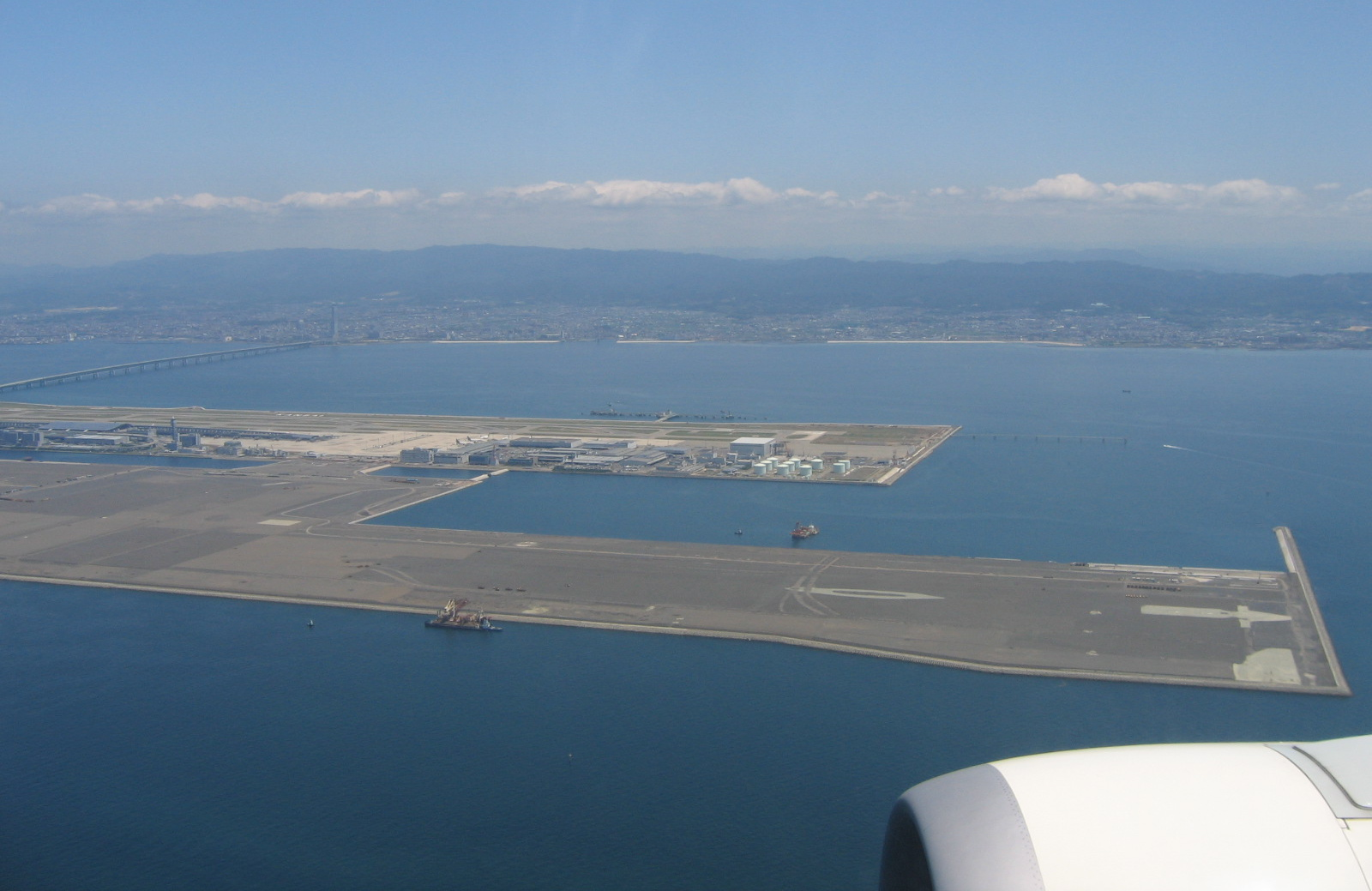
Aeropuerto de Kansai ubicado frente a la costa de la Bahía de Osaka.

#### Aeropuerto Internacional de Kansai
El Aeropuerto Internacional de Kansai, ubicado en la Bahía de Osaka (Japón), fue creado en 1987 debido a la saturación del cercano Aeropuerto de Osaka.Los desarrolladores sugirieron que el terreno montañoso de Japónno es propicio para el desarrollo del espacio plano requerido para un aeropuerto, por lo que se construyó una isla artificial en la bahía con un puente de conexión para soportar llegadas y salidas tanto de viajeros como de carga.

#### Portier Cove
Portier Cove es un ecodistrito frente a la costa de Mónaco y diseñado para reducir las emisiones de gases de efecto invernadero en la zona.El proyecto de extensión de 125 metros de largo se reinició en 2011 y planea proporcionar una hectárea de espacio para comercios, parques, oficinas, apartamentos y villas privadas, para apoyar a la creciente población de la nación.

## Estructuras flotantes

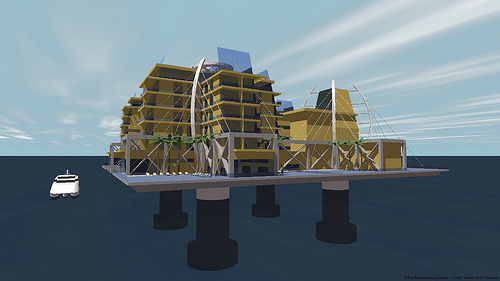
Impresión artística de una residencia flotante.

Las estructuras flotantes muy grandeso seasteadsson plataformas sobre pontones, diseñadas para flotar en la superficie del océano o mar y albergar residentes permanentes. Tienen una gran superficie y están diseñadas para no estar vinculadas a un gobierno específico, sino para formar sus propias comunidades mediante grupos de estructuras flotantes.Esta tecnología solo ha sido teorizada y aún no se ha desarrollado, aunque varias empresas tienen planes de inversión en marcha.

### Diseños propuestos

#### Seasteading
El seasteading se refiere a la construcción de estructuras flotantes permanentes diseñadas para mantenerse en la superficie del océano y soportar asentamientos y colonias humanas.
La idea, desarrollada por Friedman y Gramlich, quienes fundaron The Seasteading Institute, ahora está definida en el Diccionario Inglés de Oxford. La pareja recibió 500,000 dólares en financiación del fundador de PayPal, Peter Thiel, para comenzar a diseñar y construir su idea en 2008.

#### Ciudad Oceanix
La empresa de arquitectura BIG propuso un diseño llamado Ciudad Oceanix, que involucra una serie de aldeas flotantes habitables agrupadas para formar un archipiélago que podría albergar a 10,000 residentes.El diseño se desarrolló en respuesta a los efectos del cambio climático, como el aumento del nivel del mar y el incremento de huracanes en Polinesia, que amenazan con erradicar muchas naciones insulares tropicales. El diseño también destaca su intención de incorporar predominantemente fuentes de energía renovable como viento y agua.

### Cruceros
La idea de los cruceros como parte de la teoría de la colonización del océano va más allá de los cruceros modernos típicos. Esta tecnología imagina un buque a gran escala que soporte la residencia permanente a bordo y pueda moverse libremente por los océanos y mares del mundo.Estos barcos incluirían áreas residenciales, comerciales, deportivas y de entretenimiento a bordo.

#### Freedom Ship
El concepto del Freedom Ship por el ingeniero estadounidense Norman Nixon sería un buque de 1 000 metros de eslora con capacidad para albergar a 60,000 residentes y 15,000 empleados, con un costo estimado de 10 mil millones de dólares.

#### MS The World

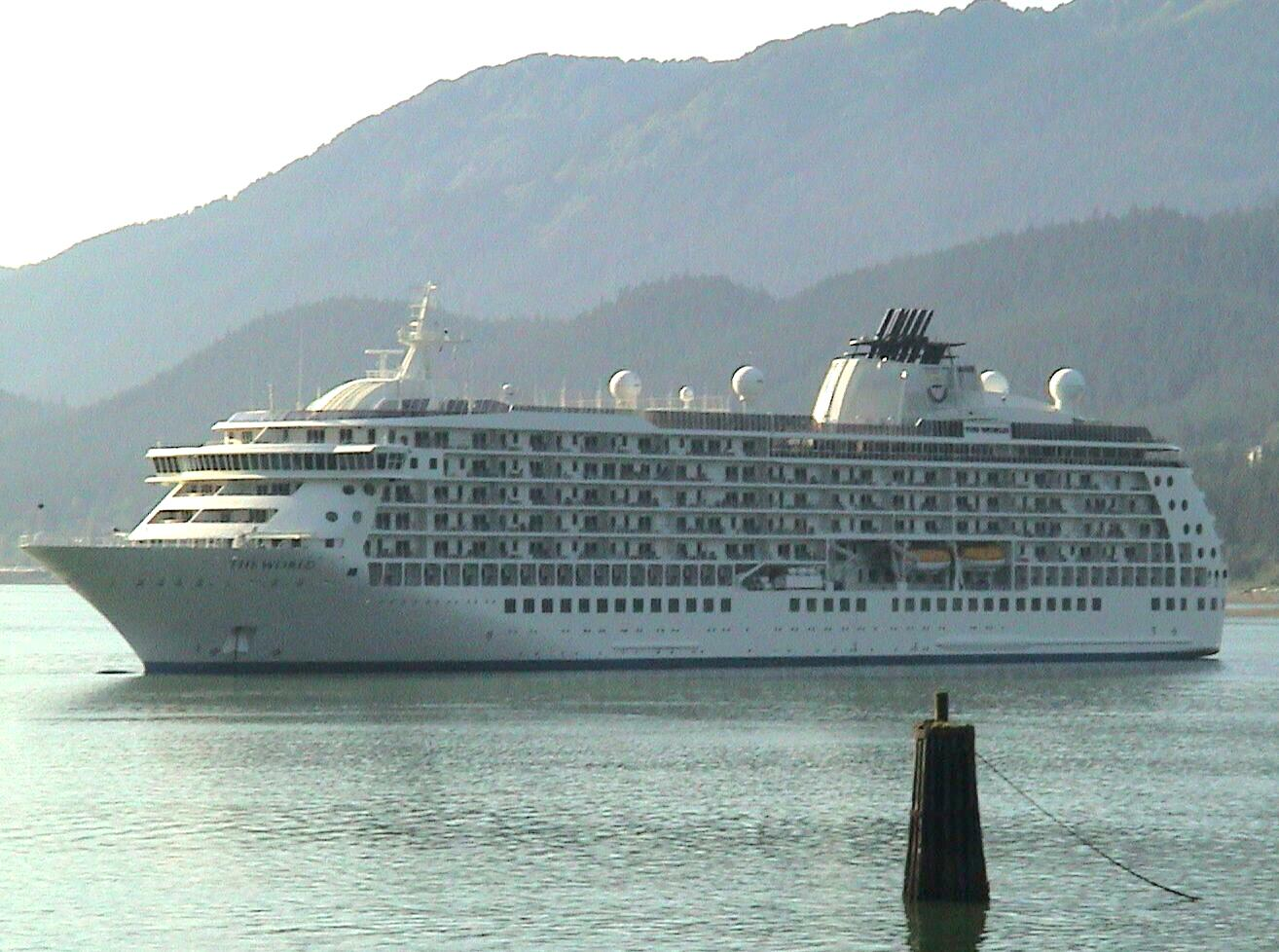
The World es el mayor buque residencial flotante.

El MS The World debutó en 2015 con 196 m de eslora y es actualmente el crucero residencial más grande del mundo. Este buque es lo más cercano al diseño del Freedom Ship y espera soportar vida permanente a bordo. La residencia permanente en el barco cuesta entre 3 y 15 millones de dólares por habitación.

## Impacto posible

### Ambiental

#### Cambio climático

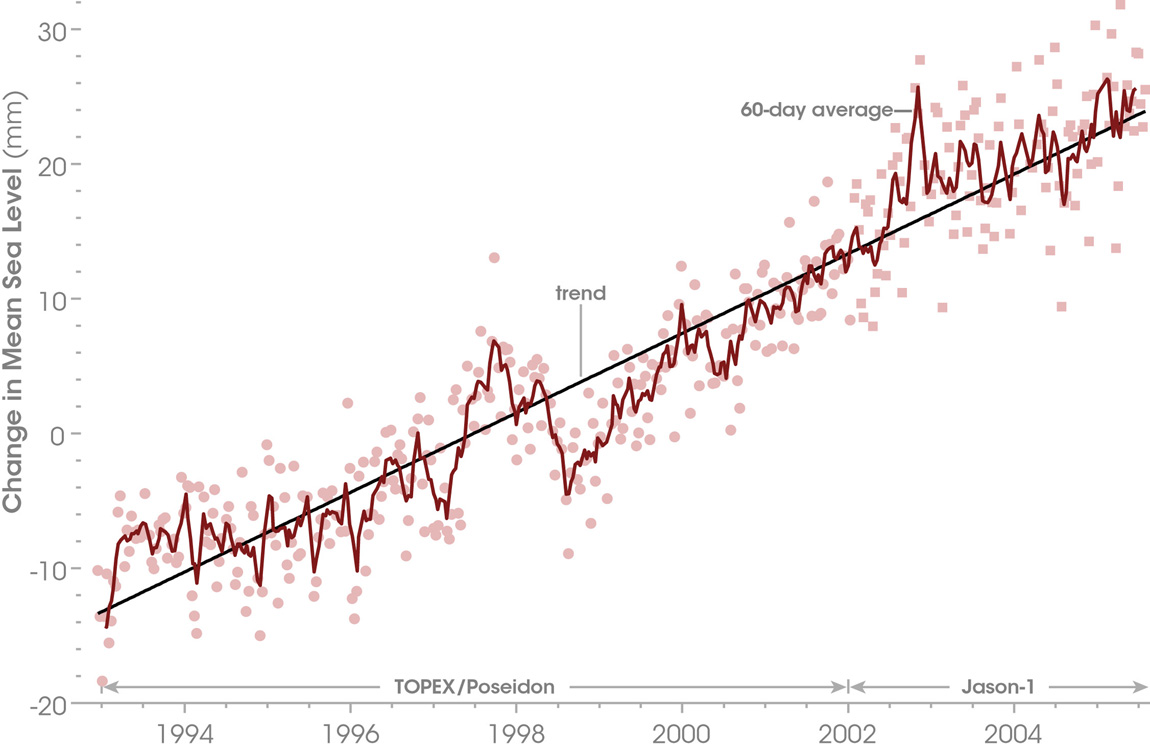
Aumento gradual del nivel del mar desde 1992.

Se predice que para 2100, los niveles del mar habrán subido entre 1 y 3 metros como resultado del calentamiento global y para 2050 se estima que el aumento del nivel del mar impactará al 90% de las ciudades costeras del mundo.Los teóricos que apoyan la colonización del océano esperan enfrentar este problema y proporcionar una solución para grupos y naciones en mayor riesgo a nivel mundial.

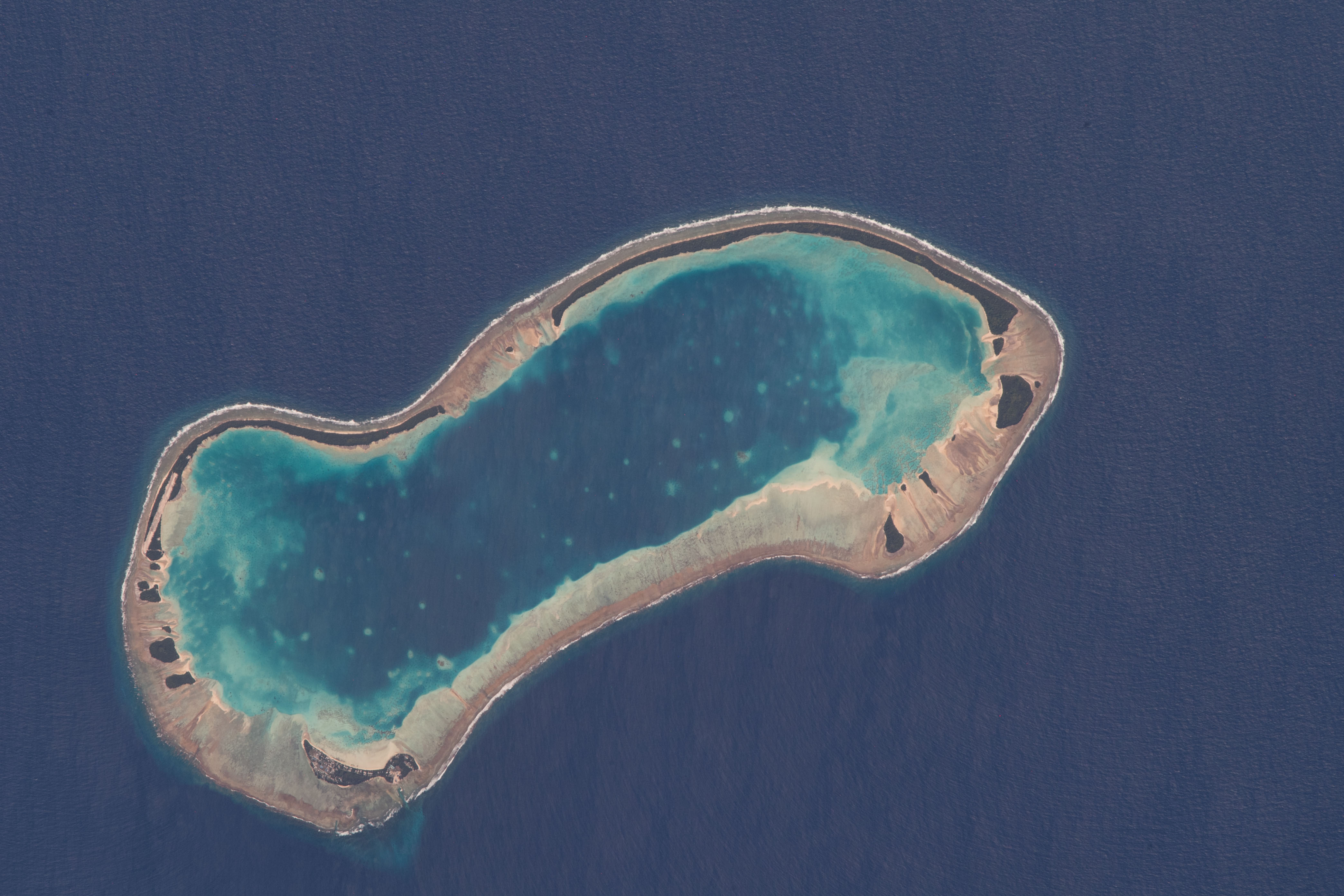
Área poblada del Islote Niuoko en Tuvalu.

Por ejemplo, naciones insulares polinesias como Tuvalu, con una población de 10,000 habitantes, se espera que queden completamente sumergidas por el agua en aproximadamente 30 a 50 años.
Los emprendedores que han ideado estas tecnologías para apoyar la colonización de los mares sugieren que su diseño tendrá una huella de carbono mínima en general.

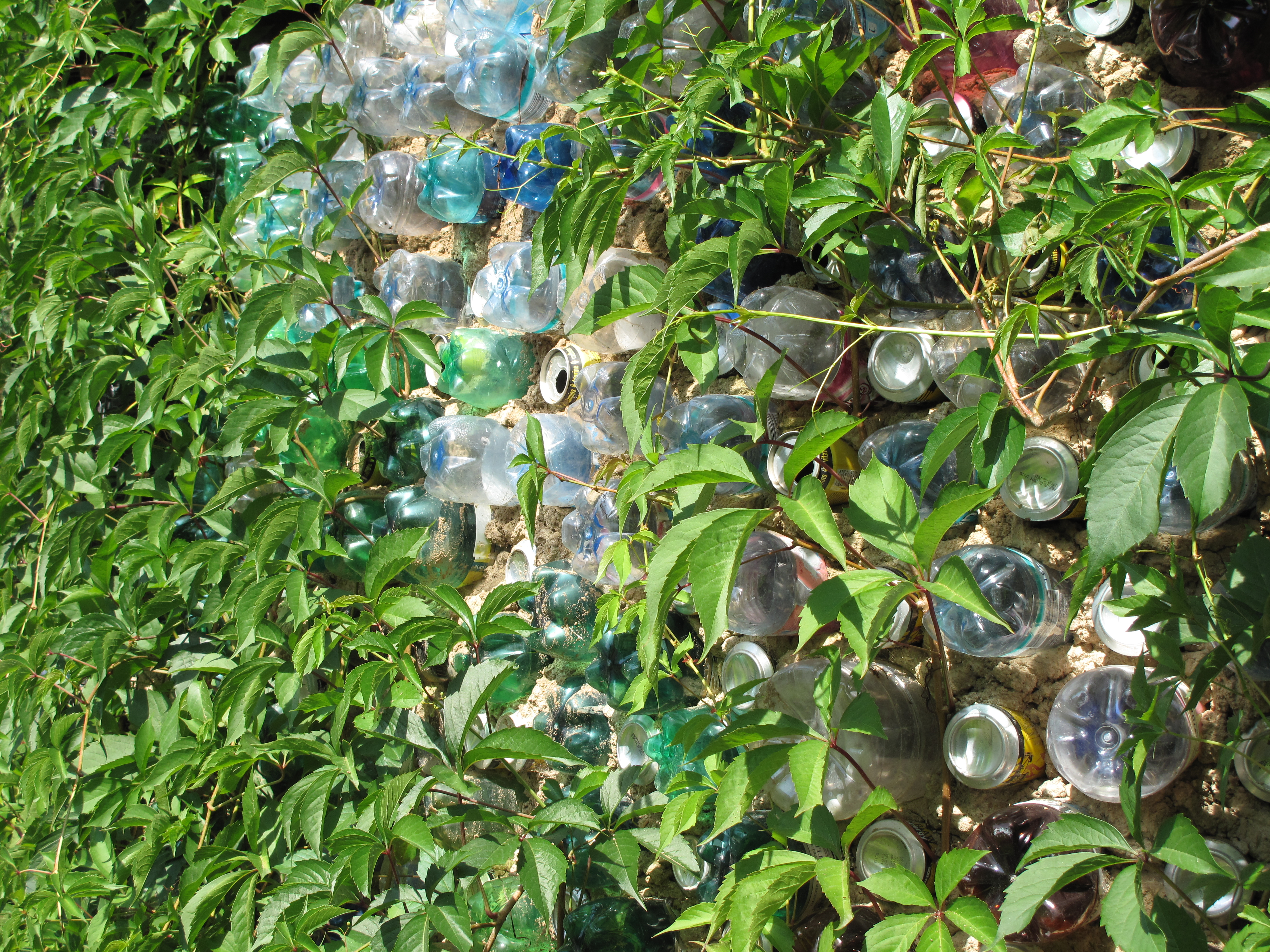
Botellas de plástico utilizadas como material de construcción.

Los materiales reciclados y ecológicos, como plásticos reciclados y las fibras de coco obtenidas localmente, constituirán una gran proporción de los materiales de construcción necesarios.
Para minimizar el uso de fuentes de energía contaminantes que contribuyen al calentamiento global, los diseñadores sugieren utilizar predominantemente energía renovable de fuentes como agua, viento,y energía solar.Los diseñadores también planean utilizar bicicletas, vehículos eléctricos y de hidrógeno como sistemas de transporte principales a bordo para evitar emisiones adicionales de CO2.En última instancia, los diseñadores de proyectos, emprendedores y científicos buscan colaborar para crear una estructura que permita "la formación de un ciclo de producción y consumo ecosostenible en el futuro hábitat humano".
El principal grupo afectado por los efectos del cambio climático, las naciones insulares del Pacífico, son el grupo demográfico objetivo identificado para los proyectos de colonias oceánicas, permitiéndoles permanecer en su entorno insular familiar y culturalmente significativo. En 2017, Polinesia Francesa firmó un acuerdo con el Seasteading Institute para utilizar su tierra para probar la primera ciudad flotante del mundo.
Green Float es otro ejemplo de un proyecto que espera desarrollar una ciudad negativa en carbono en el Océano Pacífico ecuatorial, con capacidad para albergar a 100 000 locales uniendo múltiples módulos flotantes.Hipotetizan una reducción del 40% en las emisiones de CO2 mediante modos de transporte y energía más ecológicos y eficientes.

##### Protección contra desastres naturales

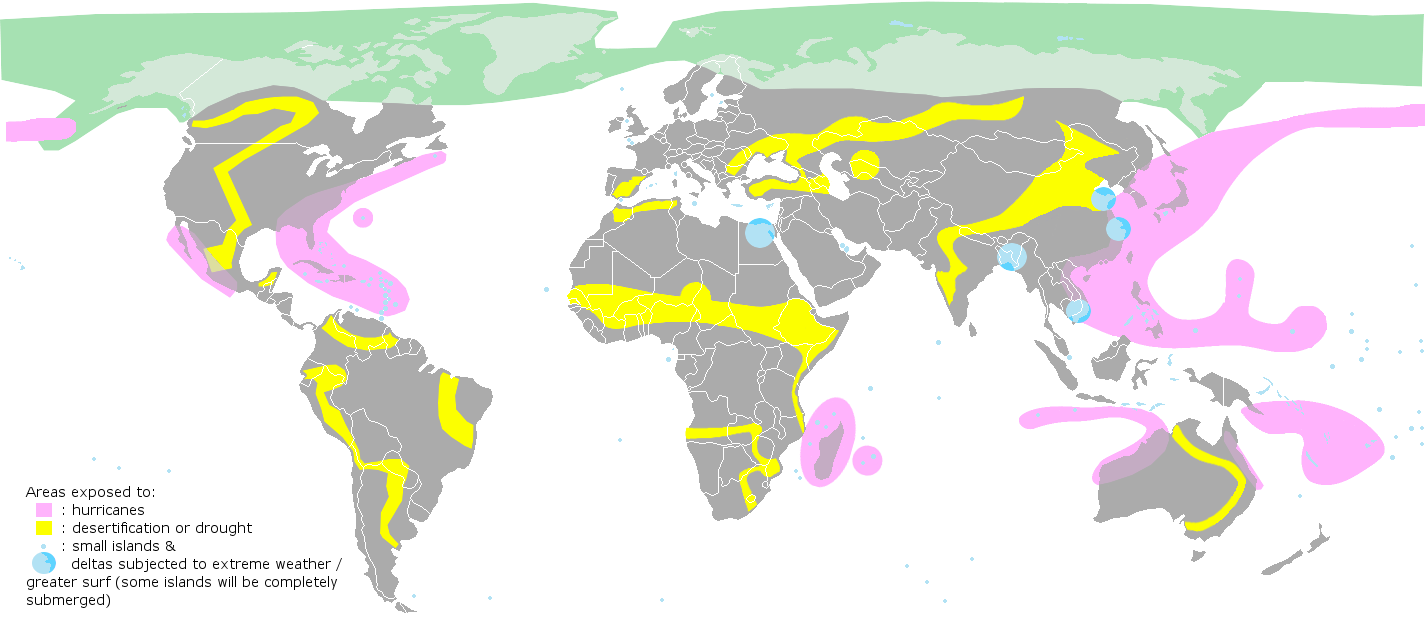
Áreas del mundo susceptibles a desastres naturales.

El número de desastres naturales ocurridos en el mundo ha crecido un 357% desde 1919 hasta 2019, según Our World in Data,con 90 000 personas fallecidas anualmente como resultado de este clima extremo.Según estos datos, los principales impactos económicos han provenido principalmente de eventos climáticos extremos, incendios forestales e inundaciones.Debido a estos efectos económicos, ciudades como Boston, Miami y San Francisco están explorando la idea de la colonización del océano mientras intentan proteger sus costas de un aumento en inundaciones, aumento del nivel del mar y terremotos, respectivamente.Se dice que las tecnologías de colonias oceánicas son menos afectadas por desastres naturales territoriales comunes e incluso por climas acuáticos extremos como olas dañinas, ya que ocupan aguas más superficiales.Por ejemplo, el primer hotel flotante del mundo, el Barrier Reef Floating Resort,situado a 70 km de la costa de Townsville (Australia) resistió un ciclón en 1988.

##### Desastres naturales acuáticos
Según teóricos y científicos del Seasteading Institute que han comenzado a investigar entornos acuáticos como espacios habitables, muchas de las tecnologías que respaldan la colonización del océano se verán afectadas principalmente por olas gigantesy tormentas, sin embargo, otros desastres naturales acuáticos como tsunamis, según Friedman, tendrían poco impacto en las estructuras, elevando solo los niveles del agua.

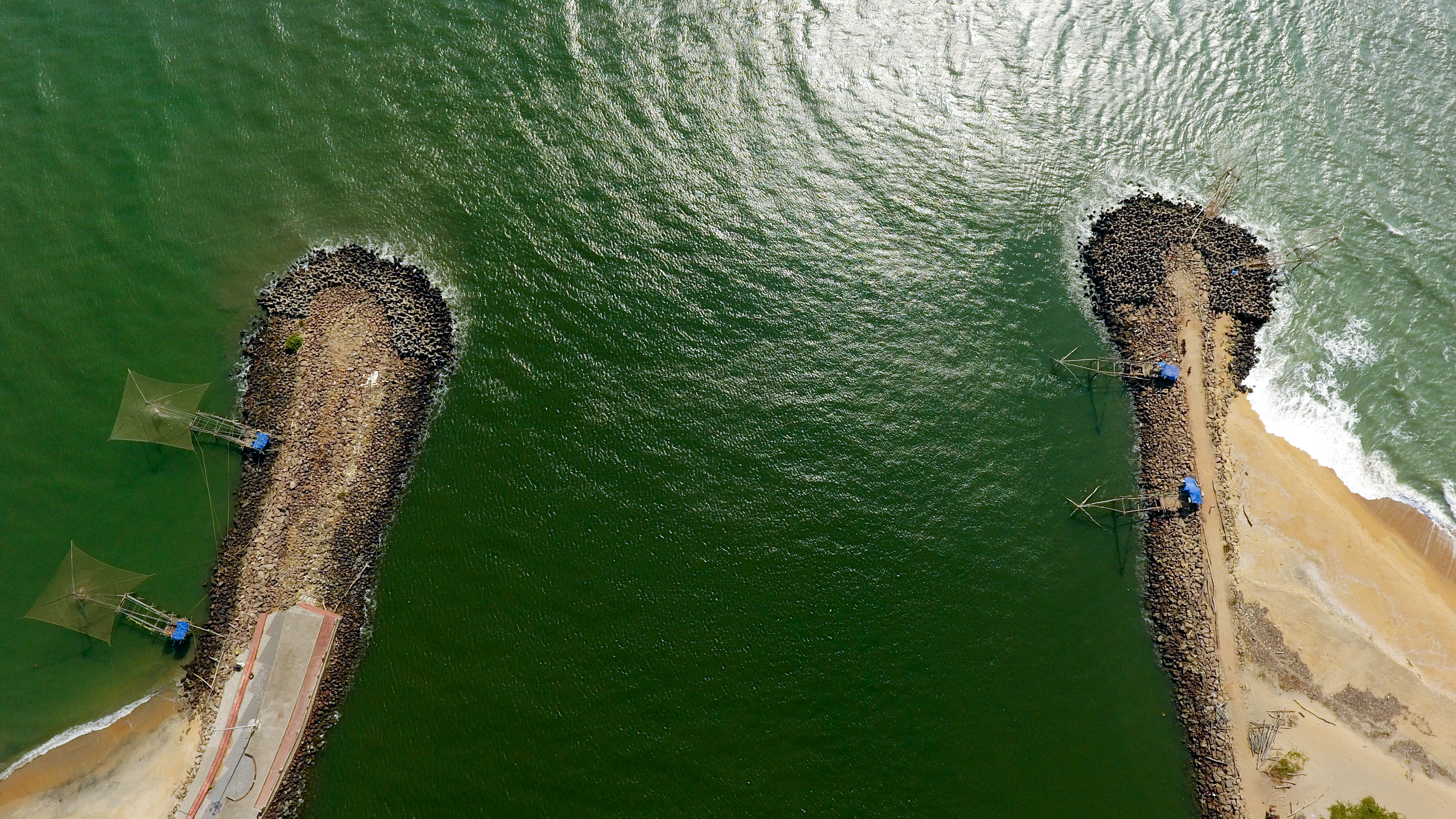
Rompeolas utilizados para minimizar la destrucción por olas.

En la década de 1990 surgieron investigaciones sobre la hidroelasticidad de estructuras rígidas frente al movimiento continuo e implacable de las olas,lo que llevó a científicos modernos como Suzuki en 2006 a expresar su preocupación por la posible falta de integridad de las estructuras acuáticas afectadas por movimientos y vibraciones constantes. Investigaciones y diseños modernos también se han centrado en probar la dinámica de fluidos computacional de resistencia contra formaciones de vórtices de agua,como ciclones que se forman y amenazan los entornos oceánicos.
Entre las sugerencias y tecnologías propuestas por los partidarios y científicos de la colonización del océano para combatir los eventos climáticos acuáticos extremos se encuentran las plataformas tipo spar, los rompeolas artificiales o naturales y el reposicionamiento activo de estructuras oceánicas, si es aplicable.Emprendedores como Friedman han reconocido y están conscientes del cuidado que debe tomarse en el proceso de ingeniería de estos diseños.

##### Perturbación a los ecosistemas marinos

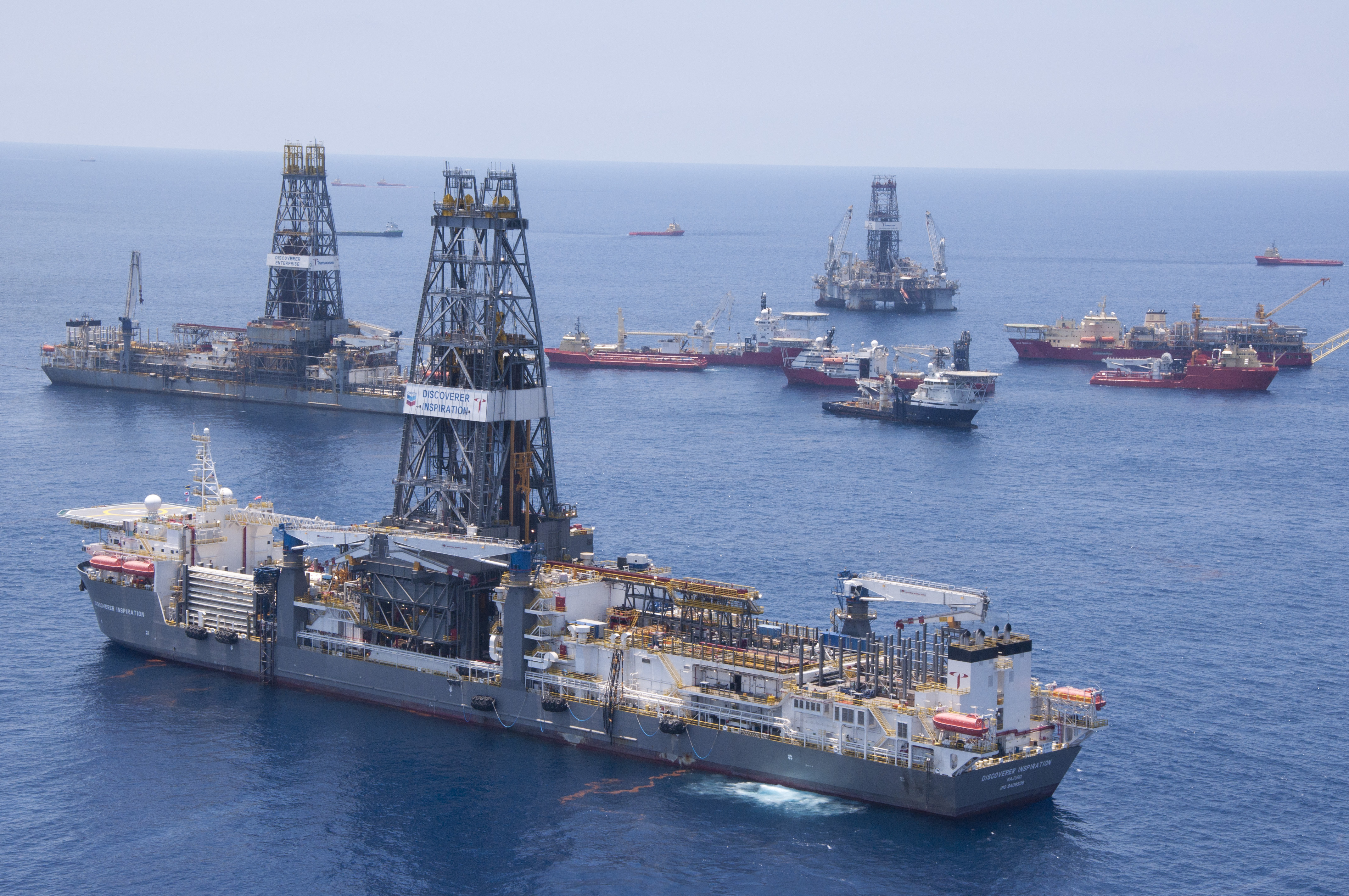
Discoverer Inspiration entrega una nueva tapa de contención al derrame de petróleo de Deepwater Horizon el 10 de julio de 2010. En el fondo están Discoverer Enterprise, GSF Development Driller II y Helix Producer I.

Los biólogos han identificado los impactos negativos individuales de las tecnologías que apoyan la implementación de la colonización, por su efecto en la perturbación del ecosistema marino local.
Según los científicos, el proceso de recuperación de tierras puede provocar erosión del suelo y la tierra natural,a través de este movimiento de sedimentos artificial y antinatural que, en consecuencia, interrumpe el ciclo geológico natural.
Científicos en Marine Insight han realizado estudios sobre el impacto ambiental de los cruceros comerciales,con efectos que se prevé que serán similares a los de las tecnologías que permiten la colonización del océano. Actualmente, estos buques causan contaminación del aire a través de la emisión de gases tóxicos que aumentan la acidificación del océano.
Su investigación también mostró que la contaminación acústica de estos barcos puede perturbar la audición de animales y mamíferos marinos.
Además, la filtración de productos químicos, aguas grises y aguas negras al océano puede conducir a la acumulación de químicos dañinos, aumentando la concentración del aguaa la que la flora y fauna locales están acostumbradas. Estos estudios sobre cruceros y su impacto en el medio marino han sido incorporados por científicos y diseñadores de la colonización del océano, debido a que son la tecnología existente más cercana a sus proyectos propuestos.

### Social

#### Superpoblación y escasez de vivienda

Crecimiento de la población mundial de 1700 a 2100.

La colonización del océano es considerada por los teóricos como una solución potencial al crecimiento de la población mundial, con 7.78 mil millones de personas habitando la Tierra a mayo de 2020.La BBC afirma que 11 mil millones de personas es la capacidad de carga de la Tierra incluso después de ajustar los comportamientos de consumo,con la ONU prediciendo que este número se alcanzará para 2100.Con los océanos del mundo cubriendo el 70% de la superficie del planeta,este espacio se ha visto como una solución viable a largo plazo para permitir una expansión y extensión del espacio habitable en un 50%.Los pioneros de esta teoría de colonización sugieren que los nuevos espacios también generen nuevos empleos y puedan ser una solución particular al dilema moral y político de la vivienda, así como al creciente número de refugiados climáticos.

### Político-económico

#### Soberanía
Los emprendedores centrales en esta teoría han sugerido que tiene el potencial de otorgar un grado de autonomía a las residencias que actualmente operan en sistemas políticos más estrictos.Como resultado, la colonización del océano ha sido propuesta como una solución potencial a una mala gobernanza,en la que los estados soberanos podrían iniciar la formación de mayores libertades personales, poca regulación estatal y claras intenciones estatales.A pesar de que los teóricos críticos en el Seasteading Institute sugieren que su diseño permite a las personas "experimentar con nuevas formas de gobierno",los socialistas critican esta idea, viéndola como una posible forma de evadir leyes tributariasen aguas internacionales. Proyectos como el Freedom Ship y los del Seasteading Institute,han propuesto la instalación de sus diseños en aguas polinesias; sin embargo, están exentos por un marco de gobernanza único que permite una autonomía significativa de las leyes polinesias.

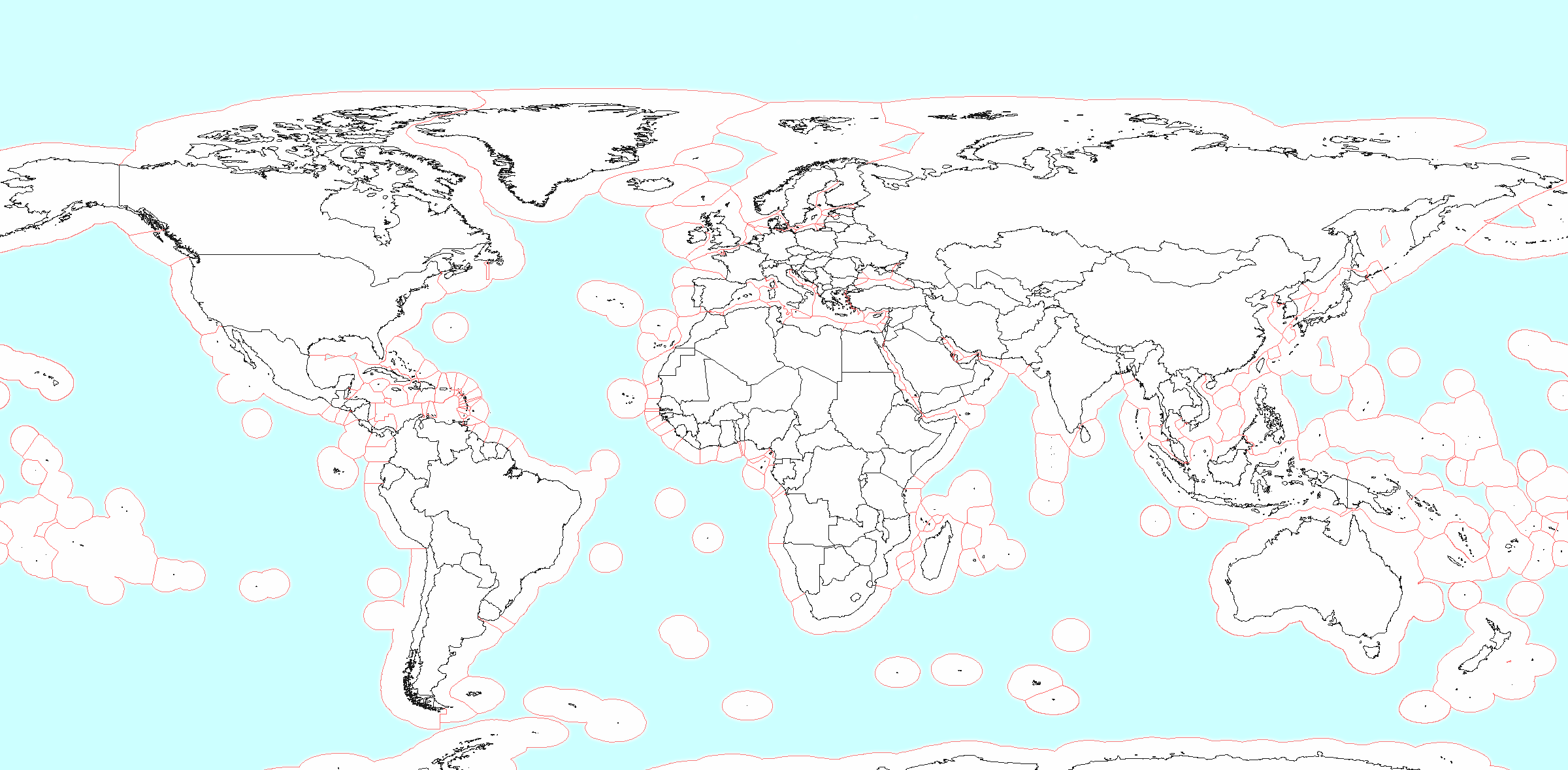
Países y sus zonas económicas exclusivas.

Bajo el Artículo 60 de la Convención de las Naciones Unidas sobre el Derecho del Mar, existe el derecho de construir "islas artificiales, instalaciones y estructuras" en zonas económicas exclusivas adyacentes a naciones costeras; sin embargo, estas naciones costeras aún mantienen la soberanía de la zona de 12 millas náuticas adyacente a su costa.
Poco se ha expresado sobre el desarrollo de servicios esenciales, como escuelas y hospitales, dentro de las estructuras de colonias oceánicas, pero los teóricos dicen que es probable que se dependa de la nación anfitriona o de las naciones más cercanas hasta que la población inicial crezca.Con intenciones de construir más allá de los mares territoriales en zonas económicas exclusivas,la probabilidad de la idea de una soberanía pura ha sido cuestionada por los críticos.

#### Costo
Según emprendedores en el Seasteading Institute, su tecnología particular de módulos flotantes tiene un costo elevado previsto de 10 000 a 100 000 dólares por acre de seastead, construido únicamente por voluntarios.De manera similar, Friedman, cofundador del Seasteading Institute, ha estimado que todo el proyecto costará unos pocos cientos de millones.Otros proyectos como la Ciudad Espiral Oceánica están destinados a costar 26 mil millones de dólares.
Los críticos han respondido a estos planes futuros, etiquetándolos como "elitistas, imprácticos y delirantes",con "un número limitado de personas alojadas".
Por lo tanto, estos proyectos dependerán de inversores, lo que es reconocido por los teóricos de la colonización del océano, quienes afirman que "las primeras personas en beneficiarse serán los privilegiados que puedan permitirse invertir en el proyecto".Los escépticos critican la idea, sugiriendo que está diseñada en última instancia para ganancias capitalistas, más que como una solución potencial para la sociedad futura.

#### Falta de seguridad
Sin un gobierno supervisor y la ausencia de impuestos, los críticos de la colonización del océano sugieren que habría poca seguridad proporcionada en aguas abiertas,tanto en términos económicos como en relación con las leyes de derechos humanos. Se considera que los teóricos están amenazados de ser presa de piratas,con las colonias a bordo teniendo, por lo tanto, una protección personal mínima.
Ha habido resistencia a este proyecto aparentemente intensivo en capital, ya que los críticos de la idea sugieren que la ley privada no puede adoptarse si va en contra de la legislación pública.Los teóricos de la colonización del océano han reconocido la necesidad de asignar la responsabilidad de la tierra y los recursos en manos privadas,para garantizar que una parte sea responsable. Esta responsabilidad asignada se sugiere que dependa de los marcos legales existentes sobre propiedad, contratos y leyes comerciales para proteger a las colonias.Los teóricos de la colonización del océano están trabajando actualmente para equilibrar la idea de libertad con la seguridad.

## Adaptaciones a la vida
Desarrollar estas tecnologías y estrategias requerirá, en última instancia, cambios en la vida diaria.

### Progreso actual
La recuperación de tierras, seguida por el seasteading, son las dos tecnologías que lideran los planes de desarrollo.
En 2017, el Seasteading Institute propuso comenzar a construir la primera aldea del proyecto en 2020 en una laguna en Tahití. El inversor en el proyecto, John Quirk, afirmó en 2018 que "podríamos concebiblemente ver nuestro primer seastead modesto para 300 personas para 2022".
En términos de legislación, en 2019 se aprobaron planes que permiten a una nación albergar el primer seastead, el cual debe atenerse a las regulaciones de ese país anfitrión, aunque también es responsable de su propia zona económica especial adaptada. Es probable que se busque y otorgue libertad económica, pero de manera más gradual a través de un enfoque escalonado llamado "incrementalismo estratégico".
A partir de mayo de 2020, tanto el Seastead Institute como Blue Frontiers han completado sus evaluaciones de impacto y están esperando actualizaciones sobre su propuesta.

### Positivo

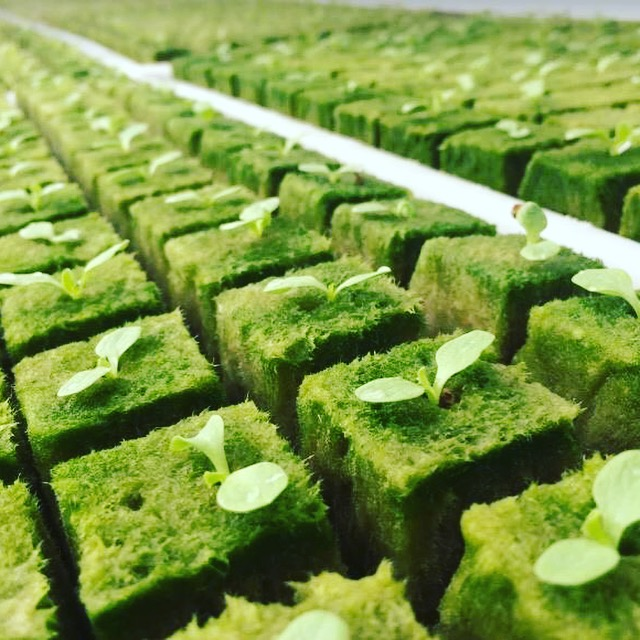
Granjas hidropónicas.

Muchos aspectos de la vida permanecerán relativamente sin cambios, como la calefacción, la iluminación y la cocina. "Requieren consideración y diseño especial, sin embargo, la mayoría de las tecnologías aún estarían disponibles", dice Friedman.
Con tal proximidad a los recursos hídricos, habría una dependencia de la hidroponía para compensar el espacio limitado en la superficie,ya que generaría energía y apoyaría el cultivo de cosechas.De manera similar, para conservar espacio, los diseñadores han sugerido la utilización de jardines verticales para el cultivo y el compostaje.
Los humanos son más capaces de adaptarse a este entorno, dado que psicológicamente se sienten más cómodos con el agua,e históricamente, la humanidad ha ido desplazándose hacia la costa, acercándose así a las vías fluviales .

### Negativo
Por otro lado, es menos probable que los humanos se adapten a esta posible solución, teniendo en cuenta que el océano es un territorio desconocido y ellos están familiarizados con sus costumbres en tierra.La vida en el agua también sería increíblemente diferente, con un espacio vital personal limitado y muchos más espacios compartidos en su lugar.
También existe la amenaza de una posible sobrepesca de especies cerca de la colonia,y la cuestión de la eliminación de residuos.Con la disponibilidad limitada de agua dulce,críticos y teóricos sugieren que las colonias oceánicas nunca podrán ser completamente autosuficientes.